# Toos Zuurveen
Toos Zuurveen (1934 – Winsum, 29 juli 2004) was een Nederlandse schrijfster en socioloog. Zij hield zich bezig met de geschiedenis van jeugdliteratuur en schreef zelf ook enkele kinderboeken.

## Biografie
Zuurveen publiceerde op haar 16e jaar haar eerste kinderboek, Vonken van Mac, gericht op meisjes. Later schreef ze nog de boeken Blitz, de lawinehond (1985), Lutje, de pony (1972), Vlinder in het net (1972), Verboden terrein en De sleutel is gebroken (1970).
Zuurveen werkte aanvankelijk als exportmanager van de Exportcombinatie Noord-Nederland. Daarna ging ze aan de slag bij de Rijksuniversiteit Groningen, waar ze tevens sociologie studeerde. Zij was vooral geïnteresseerd in de geschiedenis van jeugdliteratuur.
In 1985 richtte ze in Winsum Stichting Kinderboek-Cultuurbezit op, dat een jaar later een kinderboekenmuseum - het latere KinderBoekenHuis - opende. Zuurveen ontving in 1990 de Visser-Neerlandiaprijs vanwege haar betrokkenheid bij deze stichting.
Zij overleed in 2004 op 69-jarige leeftijd.

## Privé
Zuurveen was gehuwd met de hoogleraar sociologie Cornelis Dirk (Cees) Saal (1917–1986).
- Bibliothèque nationale de France: cb13620931s (data)
- Digitale Bibliotheek voor de Nederlandse Letteren: zuur001
- Gemeinsame Normdatei: 173363725
- International Standard Name Identifier: 0000 0000 2850 7621
- Library of Congress Control Number: n00030735
- Nederlandse Thesaurus van Auteursnamen: 071793879
- Virtual International Authority File: 24778234